# Franz Paul Liesegang
Franz  Paul Liesegang (* 5. März 1873 in Elberfeld (Wuppertal); † 31. Dezember 1949 in Düsseldorf) war ein deutscher Unternehmer auf dem Gebiet der Fotografie und der Filmtechnik. Er war Teilhaber und wissenschaftlicher Leiter der 1854 gegründeten Firma Ed. Liesegang in Düsseldorf.

## Werke
- Sciopticon – Einführung in die Projections-Kunst, 1896
- Handbuch der praktischen Kinematographie, 1911
- F. Paul Liesegang: Das Projektionswesen in: Wissenschaftliche Anwendungen der Photographie, erster Teil, Verlag von Julius Springer, Wien 1931, ab Seite 234
- F. Paul Liesegang: Zahlen und Quellen, Zur Geschichte der Projektionskunst und Kinematographie, Deutsches Druck- und Verlagshaus GmbH, Berlin SW 68, Lindenstr. 26, 1926